# 天义客店
天义客店，位于北京市海淀区八里庄，北洼路西侧、八里庄小学对面，是一家私营客店，改革开放初期成为个体经济的样板店。

## 简介
天义客店创建人乔天民（1908年－1991年），是北京市门头沟区斋堂镇西斋堂村人。1937年参加抗日，任村长，曾与中共党组织共同营救7名中共干部。1940年奉上级指派来到北京从事中共地下工作，到八里庄元胜号杂货店当伙计，同时任地下交通员。在抗日战争和第二次国共内战中，元胜号杂货店是中共地下工作的交通站，乔天民通过该店，多次将军需物资运往斋堂的游击队，并将密信转送给斋堂的游击队领导，直至北平和平解放。土地改革时，政府将该杂货店的三间房子分给乔天民。中华人民共和国初期，中共党组织曾安排乔天民担任干部，但乔天民认为自己身体不好且未念过书，故谢绝了安排，并决定和妻子创办私营的天义客店，以供夫妻及子女生活。
1953年，44岁的乔天民为解决全家人的生计问题，兴办了天义客店。乔天民的儿子乔树枝回忆，“夫妻俩腾出一间房，砌上土炕，借了两张炕席，一个桌子，买了一套茶具，在工商部门的支持下，办起了天义客店。”开店时，1953年1月北京市人民政府公安局颁发“特种经营许可执照”，上面印着“北京市人民政府公安局兹据乔天民申请在阜外八里庄93号开设天义店经营旅栈业经审查合格特发照准予营业”，在执照上签名的是罗瑞卿、冯基平。根据《海淀区志》记载，天义客店是北京市第一家由夫妻经营的“夫妻店”。
当时，乔家在此处共有三间平房，其中一间当作天义客店的客房。乔树枝回忆，“里面就是一个大通铺，能睡十二个人，每人每天一毛钱。”1956年，在对私营工商业开展社会主义改造时，有关部门将天义客店与附近其他两家个体客店组成了联营小组，乔天民担任组长，经营上各家仍然自负盈亏。1960年，政策规定个体劳动者经营的客店收归国营商业管理，营业收入归公，本人则发给工资。但到1962年，又将这部分人放出去单独经营，自负盈亏，天义客店又回到乔天民夫妻手中。
文化大革命初期的1966年，乔树枝赴湖南省大串联，回到家时，发现天义客店仍在正常经营，“我父亲说，是有关领导特别指示要保护我家的小客店。至今，我们全家人都念他的好。”文化大革命期间，乔天民也曾受到冲击，但因“历史清白”，曾做过中共地下工作，方得避祸，天义客店这个“资本主义的尾巴”未被割掉。文化大革命期间，天义客店成为整个北京市唯一未停止营业的私营客店。1979年至1980年，《人民日报》、《北京日报》相继报道了这家客店，称这是个奇迹。《人民日报》的报道称，文化大革命致使北京市所有个体经营户被迫停业，政府虽为乔天民安排了工作，但乔天民却因身体不好而未能干成。“老乔一家四口吃喝无着，区工商管理部门看到这种情况，只好睁一只眼闭一只眼，让老乔继续开店。”
中共十一届三中全会后，作为私营经济代表的天义客店，受到社会关注。1979年10月，国家劳动总局局长康永和、北京市副市长王纯、海淀区副区长齐心等人来到天义客店，了解天义客店的历程及经营上遇到的难处，对该客店予以肯定。乔树枝回忆，“他们曾问父亲，是否愿意翻建小客店，但父亲拒绝了，因为他觉得会给政府增加负担。”
1979年11月24日，中央人民广播电台以“人们需要这样的夫妻店”为题进行广播。1979年11月27日，《北京日报》发表方黎辰的文章《一个开了二十六年的夫妻店》。1980年2月7日，《人民日报》发表短评《还是有一点夫妻店好》。当时媒体提到最多的是天义客店开店20余年接待了四、五万旅客，上缴税收3000多元人民币，而且在周边连开三家国营旅馆后，该客店依然客源不断。改革者们以此证明，个体经济的存在有必然性，可和国有经济共处。
乔天民1991年逝世，享年81岁，乔天民的妻子2005年逝世，享年91岁。乔天民逝世后，儿子乔树枝接下天义客店继续经营。2012年关张前，乔树枝与儿子乔璇打理该客店。
1950年代，天义客店的客人主要是走村串户的修鞋匠、剃头匠、锔盆锔碗、轱辘锅等小买卖人。1960年代是人民公社、大队的出差或来北京看病人员，多数是农民。1980年代后，多为来北京看病的农民。天义客店因价位低而生存下来。1960年代以前，每位客人每宿收5至8角人民币。1960年代后价格略有上涨。到2006年床位增加至21个，收费涨到15至20元人民币，在北京三环路附近的旅馆中较低，天义客店因此成为农村低收入人员住宿的首选。在2012年关张前，天义客店有14间房，不足30张床，价格便宜，生意不错，到北京打工者、赴附近的中国人民解放军空军总医院、中国人民解放军三〇四医院的病人及家属纷纷住进天义客店。
2006年，乔树枝应邀参加了中华人民共和国商务部、北京市商务局组织的认定中华老字号的培训，并计划为天义客店申请“中华老字号”称号。2012年底，乔树枝正准备将天义客店传给儿子乔璇，此时客店突然接到拆迁公告，内称因“玲珑巷、五路居地区综合整治腾退搬迁工程”，该地区将开始综合整治腾退搬迁工作。该客店自此关张。乔树枝曾找过拆迁指挥部等等单位，“我们希望能考虑到这家老店的历史，能在拆迁后旧地复建，或是就近重建客店。”乔树枝说，“我们宁可不要安置房和补偿款，也想保住老店。但对方表示很难。”2013年12月，在尚未达成拆迁协议的情况下，天义客店被强行拆迁。